# Shark rosso nell'oceano
Shark rosso nell'oceano is een Italiaans-Franse film uit 1984. De film werd geregisseerd door Lamberto Bava. Hoofdrollen werden vertolkt door Michael Sopkiw, Valentine Monnier en Gianni Garko.

## Verhaal
In de wateren rond een kustplaatsje in het Caribische gebied worden een groot aantal vernielde boten aangetroffen. Ook spoelen er lijken aan met tandafdrukken erin. Deze tandafdrukken komen niet overeen met die van een bekende diersoort. Daarom concludeert Dr. Stella Dickens, een marinebioloog, dat het een onbekend wezen moet zijn geweest dat dit alles heeft veroorzaakt. Ze wil het beest levend vangen. Ze weet echter niet dat een paar meedogenloze wetenschappers die voor dezelfde organisatie werken als zij dit wezen hebben gemaakt als een biowapen, en zich door niets of niemand laten tegenhouden.

## Rolverdeling
| Acteur            | Personage             | Opmerkingen         |
| ----------------- | --------------------- | ------------------- |
| Michael Sopkiw    | Peter                 |                     |
| Valentine Monnier | Dr. Stella Dickens    |                     |
| Gianni Garko      | Sheriff Gordon        | als John Garko      |
| William Berger    | Professor Donald West |                     |
| Iris Peynado      | Sandra Hayes          |                     |
| Lawrence Morgant  | Dr. Bob Hogan         |                     |
| Cinzia de Ponti   | Florinda              | als Cinthia Stewart |
| Paul Branco       | Dr. Davis Barker      |                     |
| Dagmar Lassander  | Sonja West            |                     |

## Achtergrond
De film werd ook uitgebracht onder de titels Apocalypse dans l'ocean rouge (Frankrijk), Devil Fish (Verenigde Staten), Red Ocean en Shark: Red on the Ocean (internationale Engelse titel).
Onder de titel Devil Fish werd de film bespot in de cultserie Mystery Science Theater 3000.